# Коротеев, Геннадий Владимирович
Геннадий Владимирович Коротеев (род. 12 февраля 1964, Воскресенск, Московская область) — российский хоккейный тренер.

## Биография
Хоккеем начал заниматься с 7 лет в СДЮСШОР «Химик» Воскресенск. В 1985 окончил Московский областной институт физической культуры и спорта по специальности тренер-преподаватель. После службы в армии в 1987 году поступил на работу в СДЮШОР «Химик» тренером. В 2009 году окончил высшую школу тренеров Уральского государственного университета физической культуры и спорта (Челябинск). С 1991 года — постоянный тренер сборной команды Центра России, так как эта команда в основном состояла из его воспитанников.
Среди воспитанников Коротеева — Валерий Емельянов, Станислав Тимаков, Александр Попов, Евгений Пастернацкий, Руслан Талипов, Андрей Шарков, Евгений Петухов. С июля 2001 года — старший тренер «Химика». Главный тренер «Химика-2» (2002/03, 2005/006 — 2 октября 2008). Главный тренер «Химика» со 2 октября 2008 по сезон 2010/11. В 2005 году, после перевода команды в Мытищи, был назначен директором СДЮСШОР «Химик» Воскресенск.
Заслуженный тренер России (09.02.2010).
Сын Денис (род. 1983) — хоккеист.